# Kościół św. Grzegorza Wielkiego w Rzymie
Kościół św. Grzegorza Wielkiego (Santi Andrea e Gregorio al Monte Celio) – rzymskokatolicki kościół tytularny położony na wzgórzu Celius w Rzymie.
Świątynia ta jest kościołem rektoralnym parafii Santa Maria in Domnica alla Navicella oraz kościołem tytularnym. Obecnym kardynałem tytularnym (Titulus Sanctorum Andreae et Gregorii ad Clivum Scauri) kościoła św. Grzegorza Wielkiego jest włoski duchowny Francesco Montenegro.

## Lokalizacja
Kościół znajduje się w XIX Rione Rzymu – Celio przy Piazza di San Gregorio.

## Patroni
Patronem świątyni jest św. Grzegorz Wielki – papież, Ojciec Kościoła żyjący w VI/VII wieku, który ufundował pierwszy kościół i klasztor na tym miejscu. Patronem kościoła jest również św. Andrzej Apostoł, któremu dedykowany był kościół fundacji św. Grzegorza.

## Historia
- 575 – kościół ufundowany przez papieża Grzegorza I Wielkiego na miejscu jego domu rodzinnego
- 1629–1633 – odnowiony przez Giovanniego Battiste Sorię
- 1725–1734 – przebudowa wnętrza w stylu barokowym przez Francesca Ferrari[3]

## Architektura i sztuka
Portal i leżące za nim atrium są dziełem Giovanniego Battiste Sorii, zostały ukończone w 1633 roku. Portal jest dwukondygnacyjny, przy czym obie kondygnacje są podzielone na trzy sekcje.
Wnętrze kościoła jest trójnawowe, podzielone antycznymi kolumnami z granitu. Posadzka cosmatesca powstała w XIII wieku, została odnowiona w 1745 roku. Sklepienie nawy głównej zdobi fresk Triumf św. Grzegorza Wielkiego autorstwa Placido Costanzi z 1727 r. Nad ołtarzem znajduje się obraz Antonio Balestra Madonna ze św. Andrzejem i Grzegorzem z 1734 r.

### Oratoria
W ogrodzie przy kościele znajdują się trzy oratoria:
- Kaplica św. Andrzeja

Centralnie położona kaplica. Budynek powstał w IV wieku, ale został przebudowany w wieku XII. Wewnątrz znajdują się freski: Biczowanie św. Andrzeja Domenichino z 1608 r., Męczeństwo św. Andrzeja oraz Św. Piotr i Paweł, oba Guido Reni z 1608 r., Madonna i św. Andrzej i Grzegorz Pomarancia z 1603 r. oraz Św. Sylwia i Grzegorz Giovanni Lanfranco z 1608 r.
- Kaplica św. Sylwii

Kaplica pod wezwaniem św. Sylwii, matki św. Grzegorza. Prawdopodobnie znajduje się tam jej grób.
- Kaplica św. Barbary

Kaplica z freskami (1602) Antonio Viviani, stanowi odbudowę dokonaną przez kardynała Baroniusza (1602) znanego triclinium, gdzie św. Grzegorz wydawał posiłek każdego dnia dla kilkunastu biednych ludzi w Rzymie.

## Kardynałowie prezbiterzy
Kościół św. Grzegorza Wielkiego jest jednym z kościołów tytularnych nadawanych kardynałom-prezbiterom (Titulus Sanctorum Andreae et Gregorii ad Clivum Scauri). Tytuł ten został ustanowiony 8 czerwca 1839 roku.
- Ambrogio Bianchi, EC (1839-1856)
- Michele Viale Prelà (1856-1860)
- Angelo Quaglia (1861-1872)
- Henry Edward Manning (1875-1892)
- Herbert Vaughan (1893-1903)
- Alessandro Lualdi (1907-1927)
- Jusztinián Serédi O.S.B. (1927-1945)
- Bernard Griffin (1946-1956)
- John Francis O’Hara C.S.C. (1958-1960)
- José Humberto Quintero Parra (1961-1984)
- Edmund Szoka (1988-2014)
- Francesco Montenegro (2015-nadal)